# اعتلال دماغي رضحي مزمن
الاعتلال الدماغي الرضحي المزمن (بالإنجليزية: Chronic traumatic encephalopathy (CTE))‏ هو مرض تنكسي عصبي (تحلل عصبي) ناجم عن إصابات متكررة في الرأس. قد تشمل الأعراض مشاكل في السلوك، ومشاكل مزاجية، ومشاكل في التفكير. عادة لا تبدأ الأعراض إلا بعد سنوات من الإصابات. غالباً ما يزداد المريض سوءاً مع مرور الوقت ويمكن أن يؤدي إلى الخرف. ليس من الواضح ما إذا كان خطر الانتحار قد تغير.
معظم الحالات المسجلة حدثت مع الرياضين في الرياضات الاحتكاكية مثل الملاكمة وكرة القدم الأمريكية والمصارعة وهوكي الجليد والرجبي وكرة القدم. عوامل الخطر الأخرى تشمل الوجود في الجيش، والعنف المنزلي السابق، والضرب المتكرر للرأس. بالضبط مقدار الصدمة المطلوبة لحدوث الحالة غير معروف. يمكن أن يحدث التشخيص النهائي فقط عند تشريح الجثة. اعتلال الدماغ المزمن هو شكل من أشكال اعتلال الثغرات.
ا يوجد علاج محدد. تم العثور على معدلات الإصابة بحوالي 30 ٪ بين المصابين بسجلات متعددة من إصابات الرأس. معدلات السكان، ومع ذلك، ليست واضحة. بدأت الأبحاث المتعلقة بتلف المخ نتيجة لإصابات متكررة في الرأس في عشرينيات القرن العشرين، وفي تلك الفترة عُرفت هذه الحالة باسم الخرف pugilistica أو «متلازمة الخميرة الخميرة». تمت مناقشة تغيير القواعد في بعض الألعاب الرياضية كوسيلة للوقاية.  

## العلامات والأعراض
تظهر أعراض CTE على أربع مراحل، عمومًا بعد مرور ثماني إلى عشر سنوات على تعرض رياضي لإصابات دماغية خفيفة متكررة.
تشمل أعراض المرحلة الأولى اضطراب فرط الحركة الناجم عن نقص الانتباه وكذلك التشوش والارتباك والدوار والصداع. أعراض المرحلة الثانية تشمل فقدان الذاكرة، وعدم الاستقرار الاجتماعي، والسلوك الدافع، والحكم الضعيف. تشمل المراحل الثالثة والرابعة الخرف التدريجي، واضطرابات الحركة، ونقص حجم الدم، وعوائق الكلام، واضطراب المعالجة الحسية، والهزات، والدوار، والصمم، والاكتئاب، والانتحار.
تشمل الأعراض الإضافية عسر القراءة، عسر البلع، الاضطرابات المعرفية مثل فقدان الذاكرة، والتشوهات العينية، مثل تدلي الجفون.
تظهر الحالة على أنها خرف، أو انخفاض في القدرة الذهنية، أو مشاكل في الذاكرة، أو نوبات بالدوار، أو عدم توازن إلى حد عدم القدرة على المشي تحت طاقة الفرد لفترة قصيرة و / أو الشلل الرعاش، أو الهزات وعدم التنسيق. يمكن أن يسبب مشاكل في الكلام ومشية غير مستقرة. المرضى الذين يعانون من CTE قد يكونون عرضة لسلوك غير مناسب أو متفجر وقد يعانون من الغيرة المرضية أو جنون العظمة.

## الأسباب
حدثت معظم الحالات الموثقة في الرياضيين المشاركين في الرياضات الاحتكاكية مثل الملاكمة وكرة القدم الأمريكية والمصارعة وهوكي الجليد والرجبي وكرة القدم. عوامل الخطر الأخرى تشمل الوجود في الجيش، والعنف المنزلي السابق، والضرب المتكرر للرأس. بالضبط مقدار الصدمة المطلوبة لحدوث الحالة غير معروف.

## علم الأمراض
تميز ظهور الاعتلال العصبي عن غيره من الاعتلالات، مثل مرض الزهايمر ارتبطت المراحل السريرية الأربعة للإعاقة CTE التي يمكن ملاحظتها بأمراض تاو في أنسجة المخ، والتي تتراوح شدتها من بؤر التركيز المحيطة بالأوعية الدموية من التشابك الليفي العصبي في القشرة المخية الأمامية الأمامية إلى اعتلال الثغرات الشديدة التي تؤثر على مناطق الدماغ الواسعة الانتشار.
تشمل المظاهر الجسدية الأولية للـ CTE انخفاضًا في وزن المخ، مرتبطًا بضمور القشرة الأمامية والزمانية والفص الصدغي الإنسي. غالبًا ما يتم توسيع البطينين الجانبيين والبطين الثالث، مع حالات نادرة من تمدد البطين الرابع. وتشمل المظاهر الجسدية الأخرى للCTE التجويف الأمامي septi pellucidi والتهذيب الخلفي، شحوب من المادة السوداء والموضع الأزرق، وضمور في بصيلات الشم، المهاد، الهيئات الثديية، جذع الدماغ والمخيخ. كما تقدم CTE، قد يكون هناك ضمور ملحوظ في الحصين، القشرة المخية الأنفية الداخلية، واللوزة.
على النطاق المجهري، يشتمل المرض على فقدان الخلايا العصبية، وترسب التاو، وترسب البروتين 43 (TDP 43)  TDP-DNA] المرتبط بالحمض النووي، وتغييرات المادة البيضاء، وغيرها من العيوب. يحدث ترسب التاو في صورة تشابك ليفي عصبي كثيف (NFT)، neurites ، والتشابك الدبقي، والتي تتكون من الخلايا النجمية والخلايا الدبقية الأخرى  تعتبر ترسبات بيتا اميلويد ميزة غير شائعة نسبيًا في CTE.
مجموعة صغيرة من الأفراد المصابين بالـ CTE لديهم اعتلال دماغي عضلي مزمن (CTEM)، والذي يتميز بأعراض مرض الخلايا العصبية الحركية والذي يحاكي التصلب الجانبي الضموري (ALS). يبدو أن الضعف التدريجي للعضلات والتوازن ومشاكل المشي (مشاكل المشي) هي علامات مبكرة على CTEM.
الحويصلات الخارجية (الإكسوسومات عبارة عن حويصلات خارج الخلية (EVs) يتم إنتاجها في الجزء الداخلي من معظم الخلايا حقيقية النواة)الناتجة عن المخ هي علامات حيوية محتملة ل TBI(تلف مفاجئ في الدماغ)، بما في ذلك CTE. النوع الفرعي من CTE هو الخرف pugilistica أو الخرف الملاكم (من pugilator اللاتينية - الملاكم) كما وجدت في البداية في أولئك الذين لديهم تاريخ من الملاكمة، وتسمى أيضا «متلازمة لكمة في حالة سكر».
تسبب متلازمة فقدان الخلايا العصبية، وتندب أنسجة المخ، وجمع البروتينات، لويحات الشيخوخة، استسقاء الرأس، توهين الجسم الثفني، إصابة المحور العصبي المنتشر، التشابك الليفي العصبي، وتلف المخيخ قد تكون الحالة مرتبطة بأسباب مرض الزهايمر. تم العثور على تشابك ليفي عصبي في أدمغة مرضى بوغليستيكا الخرف، ولكن ليس في نفس التوزيع كما هو موجود عادة في مرضى الزهايمر. فحصت إحدى المجموعات شرائح الدماغ من المرضى الذين عانوا من إصابات دماغية متعددة خفيفة ووجدوا تغييرات في الهيكل الخلوي للخلايا، والتي اقترحوا أنها قد تكون بسبب تلف الأوعية الدموية الدماغية.
تعتبر زيادة التعرض للارتجاجات والضربات دون حدوث ارتجاج أهم عوامل الخطر، والتي يمكن أن تعتمد على إجمالي عدد المعارك، وعدد الخسائر بالضربة القاضية، ومدة المهنة، وتواتر القتال، وعمر التقاعد، وأسلوب الملاكمة.

## التشخيص
حاليا، لا يمكن تشخيص CTE بشكل نهائي إلا عن طريق فحص الأنسجة المباشر بعد الموت، بما في ذلك تحليلات الدماغ الكاملة والمناعة. يعتبر التراكم غير الطبيعي لـ p-tau في «الخلايا العصبية، الخلايا النجمية، وعمليات الخلية في نمط غير منتظم في أعماق التصلب القشري» هو الميزة الأكثر تحديدًا للـ CTE والمطلوبة للتشخيص المرضي.  
عدم وجود علامات حيوية مميزة هو السبب في أنه لا يمكن عادة تشخيص CTE أثناء وجود شخص ما على قيد الحياة. الارتجاجات عبارة عن إصابات غير هيكلية ولا تؤدي إلى نزيف في المخ، ولهذا السبب لا يمكن رؤية معظم الارتجاجات في اختبارات التصوير العصبي الروتيني مثل التصوير المقطعي أو التصوير بالرنين المغناطيسي. لا ينبغي الخلط بين أعراض الارتجاج الحاد (تلك التي تحدث بعد فترة وجيزة من الإصابة) مع CTE. قد يكون من الصعب التمييز بين متلازمة ما بعد الارتجاج الطويلة (PCS)، حيث تبدأ الأعراض بعد فترة قصيرة من الارتجاج وتستمر لأسابيع وشهور وأحيانًا حتى سنوات) وقد تكون أعراض CTE صعبة. تدرس الدراسات البحثية حاليًا ما إذا كان التصوير العصبي يمكنه اكتشاف التغيرات الطفيفة في سلامة المحور العصبي والآفات الهيكلية التي يمكن أن تحدث في CTE. في الآونة الأخيرة، تم إحراز مزيد من التقدم في تقنيات التشخيص داخل الجسم لـ CTE ، باستخدام التصوير DTI وfMRI وMRI وMRS ؛ ومع ذلك، يجب إجراء المزيد من البحوث قبل أن يتم التحقق من صحة أي من هذه التقنيات.
يتم التعرف على مقتطفات PET التي ترتبط بشكل خاص ببروتين تاو للمساعدة في تشخيص CTE لدى الأفراد الأحياء. أحد المرشحين هو التتبع [ فلور 18 ] FDDNP ، والذي يتم الاحتفاظ به في المخ لدى الأفراد الذين يعانون من عدد من اضطرابات الخرف مثل مرض الزهايمر ومتلازمة داون والشلل التدريجي فوق النووي والشلل الأمامي والخلفي العائلي ومرض كروتزفيلدت وجاكوب. في دراسة صغيرة شملت 5 لاعبين متقاعدين من اتحاد كرة القدم الأميركي يعانون من أعراض معرفية ومزاجية، كشفت فحوصات PET عن تراكم التتبع في أدمغتهم. ومع ذلك، [ 18 F] FDDNP يرتبط بيتا اميلويد والبروتينات الأخرى كذلك. علاوة على ذلك، لم تكن المواقع في الدماغ حيث تم الاحتفاظ بالتتبع متوافقة مع علم الأمراض العصبي المعروف من CTE. المرشح الواعد أكثر هو التتبع [ 18 F] -T807 ، والذي يرتبط فقط بـ tau. يتم اختباره في العديد من التجارب السريرية.
علامة بيولوجية مفترضة لـ CTE هي وجود الأجسام المضادة الذاتية في المخ في مصل الدم. تم الكشف عن الأجسام المضادة الذاتية في لاعبي كرة القدم الذين عانوا من عدد كبير من إصابات الرأس ولكن دون ارتجاج، مما يشير إلى أنه حتى الحوادث دون الارتجاج قد تكون مضرة بالدماغ. قد تدخل الأجسام المضادة الذاتية إلى الدماغ عن طريق تعطيل حاجز الدم في الدماغ، وتهاجم الخلايا العصبية التي عادة ما تكون محمية من هجوم مناعي. بالنظر إلى الأعداد الكبيرة من الخلايا العصبية الموجودة في الدماغ (86 مليارًا)، وبالنظر إلى الاختراق الضعيف للأجسام المضادة عبر حاجز الدم الطبيعي الدماغي، فهناك فترة زمنية طويلة بين الأحداث الأولية (إصابات الرأس) وتطور أي علامات أو أعراض. ومع ذلك، فإن تغييرات المناعة الذاتية في دم اللاعبين قد تكون أول حدث يمكن قياسه ويتوقع حدوث CTE.  
قال روبرت أ. ستيرن، أحد العلماء في مركز CTE بجامعة بوسطن،  في عام 2015 إنه «يتوقع إجراء اختبار خلال عقد من الزمان يكون قادرًا على تشخيص CTE لدى الأشخاص الأحياء».

## علم الأوبئة
تم العثور على معدلات الإصابة بحوالي 30 ٪ بين المصابين بسجلات متعددة من إصابات الرأس. معدلات السكان، ومع ذلك، ليست واضحة.
يعد الرياضيون المحترفون أكبر مجموعة مع CTE ، وذلك بسبب الارتجاجات المتكررة والتأثيرات دون الارتجاجية الناتجة عن ممارسة الرياضة في التلامس. تشمل رياضات التلامس هذه كرة القدم الأمريكية، هوكي الجليد، لعبة الركبي،  ، الملاكمة، فنون القتال المختلطة، اتحاد كرة القدم،  والمصارعة. في كرة القدم، من المعروف أن الرؤوس الوافرة فقط طورت CTE.  
شارك الأفراد الآخرون الذين تم تشخيص إصابتهم بالـ CTE في الخدمة العسكرية، وكان لهم تاريخ سابق من النوبات المزمنة، وضحايا الإيذاء المنزلي، أو شاركوا في أنشطة أدت إلى تصادمات متكررة في الرأس

## الوقاية
لقد أثبت الباحثون أ حركة الرأس أثناء التعرض للإصابة حال دون مشاكل التعلم والذاكرة المرتبطة بـ CTE والذي حدثت عندما لم يتحرك رأس المصاب. يمثل هذا البحث أول سلسلة حالات لأدمغة ما بعد الوفاة من أفراد الجيش الأمريكي الذين تعرضوا لانفجار و / أو إصابة ارتجاجية.
بسبب القلق من أن الملاكمة قد تسبب CTE ، هناك حركة بين المهنيين الطبيين لحظر هذه الرياضة. وقد دعا المهنيين الطبيين لمثل هذا الحظر منذ عقد 1950.

## التاريخ
تمت دراسة CTE في الأصل في الملاكمين في العشرينيات من القرن العشرين كخرف pugilistica . تم وصف DPلأول مرة في عام 1928 من قبل أخصائي علم الأمراض الشرعي، الدكتور هاريسون ستانفورد مارتلاند، الذي كان كبير الفاحصين الطبيين في مقاطعة إسيكس في نيوارك بولاية نيو جيرسي في مقال نشر في مجلة الجمعية الطبية الأمريكية ، لاحظ فيه الهزات، وأبطأ الحركة. والارتباك، ومشاكل الكلام نموذجي للحالة.
جاء العمل الأساسي في هذا المرض من عالم الأمراض العصبية البريطاني ماكدونالد كريتشلي، الذي كتب في عام 1949 ورقة بعنوان «متلازمة بانش - سكران: اعتلال الدماغ المزمن الذي يصيب الملاكمين». تم التعرف على CTE لأول مرة على أنها تؤثر على الأفراد الذين تلقوا ضربات كبيرة في الرأس، ولكن يُعتقد أنهم اقتصروا على الملاكمين وليس الرياضيين الآخرين. نظرًا لتزايد الأدلة المتعلقة بالآثار الإكلينيكية والأمراض العصبية لصدمات الرأس الخفيفة المتكررة، أصبح من الواضح أن هذا النمط من التنكس العصبي لم يقتصر على الملاكمين، وأصبح مصطلح اعتلال الدماغ المزمن الصدمة يستخدم على نطاق واسع. في أوائل العقد الأول من القرن الحادي والعشرين، عملت أخصائية أمراض الأعصاب النيجيرية الأمريكية بينيت أومالو في قضية لاعب كرة القدم الأمريكي مايك ويبستر، الذي توفي في أعقاب سلوك غير عادي وغير مفسر. في عام 2005، نشر Omalu ، إلى جانب زملائه في قسم علم الأمراض بجامعة بيتسبيرج، النتائج التي توصل إليها في مجلة جراحة المخ والأعصاب في ورقة عنوانها «اعتلال دماغي مزمن في أحد لاعبي الدوري الوطني لكرة القدم». وأعقب ذلك ورقة عن حالة ثانية في عام 2006 تصف أمراض مماثلة.
في عام 2008، انضم معهد التراث الرياضي إلى كلية الطب بجامعة بوسطن (BUSM) لتشكيل مركز لدراسة اعتلال الدماغ الصادم (CSTE). يدرس معهد أبحاث إصابات الدماغ (BIRI) أيضًا تأثير الارتجاج.  

## ابحاث
في عام 2005، قام عالم الأمراض الشرعي بينيت أومالو، إلى جانب زملائه في قسم علم الأمراض بجامعة بيتسبيرج، بنشر ورقة بعنوان «اعتلال الدماغ المزمن للصدمات في أحد لاعبي الدوري الوطني لكرة القدم»، في مجلة جراحة الأعصاب، بناءً على تحليل دماغ المتوفى المركز السابق لاتحاد كرة القدم الأميركي مايك ويبستر . ثم تبع ذلك ورقة عن حالة ثانية في عام 2006 تصف أمراضًا مماثلة، بناءً على النتائج التي تم التوصل إليها في دماغ لاعب كرة القدم السابق في اتحاد كرة القدم الأميركي تيري لونج .
في عام 2008، بدأ فريق CSTE في جامعة بوسطن في كلية الطب بجامعة BU إنشاء بنك الدماغ التابع لـ CSTE في مستشفى Bedford VA لتحليل آثار CTE وغيرها من أمراض التنكس العصبي على الدماغ والحبل الشوكي للرياضيين، وقدامى المحاربين العسكريين والمدنيين  حتى الآن، يعد بنك CSTE Brain Bank أكبر مستودع لأنسجة CTE في العالم. في 21 ديسمبر 2009، أعلنت الرابطة الوطنية للاعبي كرة القدم أنها ستتعاون مع CSTE في كلية الطب بجامعة بوسطن لدعم دراسة المركز لصدمات الدماغ المتكررة لدى الرياضيين. بالإضافة إلى ذلك، في عام 2010، قدمت الرابطة الوطنية لكرة القدم لـ CSTE هدية بقيمة مليون دولار بدون قيود. في عام 2008، التزم اثنا عشر رياضياً أحياء (نشطون ومتقاعدون)، بمن فيهم لاعبي الهوكي بات لافونتين ونوه ولش ونجم اتحاد كرة القدم الأميركي السابق تيد جونسون بالتبرع بأدمغتهم إلى CSTE بعد وفاتهم. في عام 2009، تعهد اتحاد كرة القدم الأميركي برو بولرز مات بيرك ولوفا تاتوبو وشون موري بالتبرع بأدمغتهم إلى CSTE. في عام 2010، تعهد 20 لاعبًا إضافيًا من اتحاد كرة القدم الأميركي واللاعبين السابقين بالانضمام إلى سجل التبرع ببرنامج CSTE ، بما في ذلك فريق شيكاغو بيرز للتعاقد مع هانتر هيلينماير وهال أوف فامر مايك هاينز وبرو بولرز زاك توماس وكايل تورلي وكونراد دوبلر وسوبر بول شامبيون دون هاسيلبيك لاعبين محترفين سابقين لو كاربنتر وتود هندريكس . في عام 2010، وافق المصارعون المحترفون ميك فولي، بوكر تي ومات مورجان على التبرع بأدمغتهم عند وفاتهم. وفي عام 2010 أيضًا، وافق لاعب MLS تايلور تويلمان، الذي اضطر إلى التقاعد من ثورة إنجلترا الجديدة بسبب أعراض ما بعد الارتجاج، على التبرع بعقله عند وفاته. اعتبارًا من عام 2010، يتألف سجل التبرع بأمراض الدماغ من CSTE من أكثر من 250 رياضي حالي وسابق. في عام 2011، أصبح لاعب شمال كوينزلاند كاوبويز السابق شون فالنتين أول لاعب للرجبي يوافق على التبرع بعقله عند وفاته، استجابةً للمخاوف الأخيرة حول آثار الارتجاج على لاعبي دوري الرجبي، الذين لا يستخدمون الخوذات. وفي عام 2011 أيضًا، وافق الملاكم ميكي وارد، الذي ألهم حياته المهنية فيلم The Fighter ، على التبرع بعقله عند وفاته.